# マックス・ドヴォルシャック
マックス・ドヴォルシャック（チェコ語: Max Dvořák, 1874年6月4日 - 1921年2月8日）は、チェコ出身の美術史家。

## 経歴
1874年、現在のチェコにあるロウドニツェ  (Roudnice nad Labem) で古文書館員の父親のもとに生まれた。はじめプラハ大学で歴史学を学び、14世紀イタリアの写本装飾画にみられるビザンティンの影響を扱った論文 (1900年) を発表して大学教授資格を得た (1902年)。その翌年に『ヴァン・エイク兄弟の謎』  (1903年) を刊行。この本は鑑定学の近代化をすすめていたモレッリの手法を洗練深化させた、と評された。
1909年からウィーン大学で芸術史の正教授に就任。中世・近世美術史を担当したほか、前任のアロイス・リーグルが組織していた文化財研究所でも後継者となり、とくに近代ドイツ史の史料修正刊行に尽力したが、1921年に急逝。

## 研究内容・業績
著作は没後に遺稿と講義録が集められ、5巻本の著作集として刊行された。このうち現在では、一般精神史の表出としての美術史を構想した『精神史としての美術史』（1924年) がとくに知られており、美術史学上、ディルタイやリッケルトの影響を受けた「ウィーン学派」の代表的存在と目されている。また彼の著作は、エル・グレコやブリューゲルを題材としたマニエリスムの先駆的研究でもあった。画家のオスカー・ココシュカと交流があったことでも知られる。

## 著作
- Gesammelte Aufsätze zur Kunstgeschichte von Max Dvorak, 5 vols., ed. by J. Wilde and K. M. Swoboda, (München, 1929)
  - マクス・ドヴォルシャック『イタリア・ルネサンス美術史』上・下、中村茂夫訳、岩崎美術社、1966年
  - マクス・ドヴォルシャック『精神史としての美術史 — ヨーロッパ芸術精神の発展に関する研究』中村茂夫訳、岩崎美術社、1966年。のち各・新版